# Pastorsexpedition (Finland)

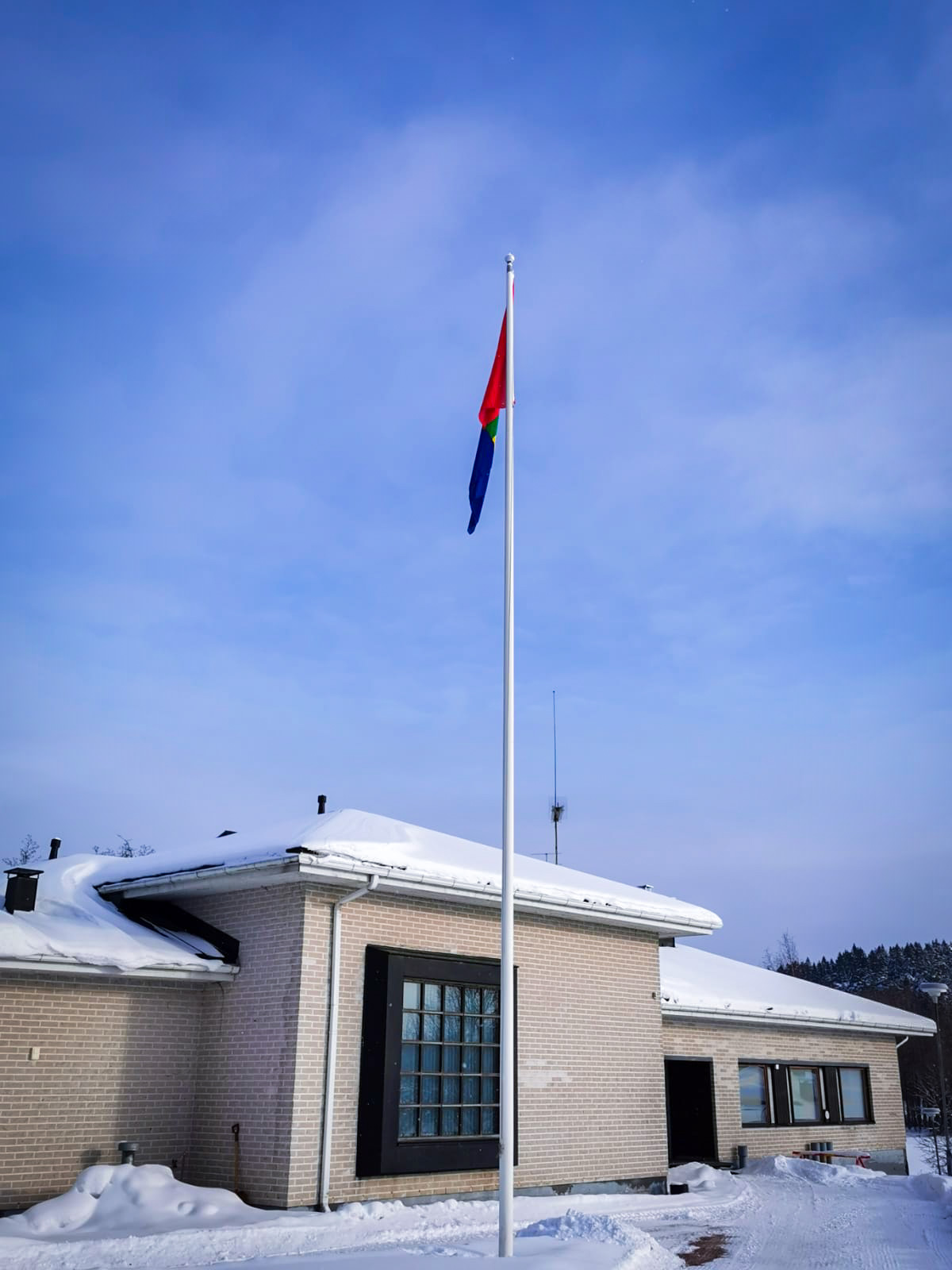
Sjundeå församlingshemmets byggnad med lokaler för pastorsexpeditionen.

Pastorsexpeditionen (även: Pastorskansliet eller Kyrkoherdeämbetet, finska: Kirkkoherranvirasto) är ett ämbetsverk för församlingar eller kyrkliga samfälligheter inom Evangelisk-lutherska kyrkan i Finland eller Ortodoxa kyrkan i Finland. Pastorsexpeditionens uppgifter fastställs i kyrkolagen och i kyrkoordningen. En av de viktigaste uppgifterna som pastorsexpeditioner har hand om är att handlägga kyrkobokföringsärenden på kyrkoherdens uppdrag.
Pastorsexpeditioner bör ej förväxlas med församlingskanslier. Församlingskanslier fungerar som pastorsexpeditioner men de handlägger inte kyrkobokföringsärenden.

## Pastorsexpeditionens uppgifter
Pastorsexpeditionens uppgifter fastställs i kyrkolagens 16:e kapitel och kyrkoordningens 16:e kapitel. Den viktigaste uppgiften som pastorsexpeditionen har är att handlägga kyrkobokföringsärenden, det vill säga befolkningsdatasystemets myndighetsuppgifter och uppgifter inom informationsservice. Pastorsexpeditioner upprätthåller och använder befolkningsdataarkivet och ansvarar för församlingens eller den kyrkliga samfällighetens lokalbokning och telefonväxel. Pastorsexpeditionens personal arbetar oftast även som kyrkoherdens eller kontraktsprostens sekreterare och fungerar som IT-personal för församlingen eller kyrkliga samfälligheten.
Pastorsexpeditionen betjänar också i frågor som gäller släktutredning, släktforskning och ämbetsbevis.

## Kyrkoböcker i Finland
Kyrkoböckerna i Finland finns i kyrkans gemensamma medlemsregister, vilket upprätthålls med hjälp av automatisk databehandling och de manuellt förda kyrkoböckerna.
Manuellt förda kyrkböcker är de före 2005 förda familjeakterna och längderna över döpta, skriftskolgångna och konfirmerade samt över personer om vilka hindersprövning verkställts för ingående av äktenskap, över vigda, döda och begravda, över ut- och inflyttade, över dem som utträtt ur eller upptagits i kyrkans gemenskap. Manuellt förda kyrkböcker är även de kyrkliga befolkningsregister som har förts innan lagen om trossamfundens medlemsregister (614/1998) trädde i kraft och de handlingar som hör till dem.
De uppgifter som har överförts från de manuellt förda kyrkböckerna till medlemsregistret är en del av medlemsregistret.
Uppgifterna i kyrkböckerna används i församlingarnas och de kyrkliga samfälligheternas verksamhet och förvaltning samt för att kyrkans medlemmar ska kunna utöva sina rättigheter och fullgöra sina skyldigheter. Församlingarna kan även ordna kyrkobokföringen via ett gemensamt centralregister.